# Colette Provencher
Colette Provencher, née le 21 février 1961 à Trois-Rivières, est une présentatrice de télévision canadienne.

## Biographie
C'est à la fin des années 1970, alors étudiante en administration des affaires et mannequin, qu'elle devient présentatrice météo pour la station de télévision CHEM à Trois-Rivières.
Elle a ensuite fait un saut à Montréal, à Télé-Métropole, où elle a été présentatrice météo à compter de septembre 1981 pour le bulletin de nouvelles Le 18 heures. À partir de 1981, elle se joint à l'équipe du bulletin de nouvelles de Télé-Métropole avec Pierre Bruneau et Jacques Morency. Elle restera à Télé-Métropole de 1981 à 1983. C'est à cette époque qu'elle se forme plus sérieusement en météorologie chez Environnement Canada.
Quelques années plus tard, de 1984 à 1988, elle fait une incursion dans le monde de la radio, cette fois pour Radiomutuel, toujours comme présentatrice météo et participe aux émissions matinales et retour à la maison. Puis, elle accepte de devenir animatrice-interviewer pour l'émission Les Couleurs du jour, à TQS, pendant trois ans. De 1990 à 1993, elle anime l'émission SOS Consommation et continue de présenter la météo. En 2001, elle anime une série de 13 émissions culinaires intitulée La Trattoria. Par la suite, elle animera Transformation extrême et d'autres émissions.  Elle a été porte-parole officielle d'Expo Habitat de Québec 2007 et 2008. Elle est actuellement présentatrice météo pour le bulletin de nouvelles de soirée du TVA 17 heures et du TVA 22 heures.
Elle a été l'une des invité(e)s mystères, à l'émission Dieu Merci.